# Ladislav Troják
Temple de la renommée de l'IIHF : 2011
Temple de la renommée slovaque : 2002
Ladislav Troják (né le 15 juin 1914 à Košice - mort le 8 novembre 1948) fut le premier joueur slovaque de hockey sur glace de l'équipe nationale Tchécoslovaque et premier joueur slovaque à remporter un titre mondial en 1947. 
Il est mort dans un accident d'avion au-dessus de la Manche le 8 novembre 1948.